# Cel mai iubit dintre pămînteni (film)
Cel mai iubit dintre pămînteni, menționat alternativ Cel mai iubit dintre pământeni, este un film românesc din 1993, de Șerban Marinescu, inspirat din romanul omonim al lui Marin Preda.

## Distribuție
- Ștefan Iordache — Victor Petrini, profesor universitar de filozofie
- Gheorghe Dinică — anchetatorul de securitate
- Dorel Vișan — gardianul „Dumnezeu”, comandantul lagărului de muncă
- Maia Morgenstern — Matilda, arhitecta șefă a orașului, soția lui Victor și apoi a lui Calcan
- Tora Vasilescu — Nineta, bibliotecară, amanta șefului de cadre și apoi a lui Victor
- Mircea Albulescu — „Grecul”, deținutul pederast care lucrează ca bucătar în lagărul de muncă
- Valentin Uritescu — prof. Marcu, medicul care-l tratează pe Victor Petrini
- Victor Rebengiuc — șeful de cadre al Sfatului Popular
- George Constantin — generalul de securitate
- Mariana Mihuț — soția ofițerului de securitate
- Ileana Predescu — mama lui Victor
- Mitică Popescu — ofițerul de securitate care-l arestează pe Victor Petrini
- Ion Fiscuteanu — Vintilă, fost deținut, ulterior membru al echipei de deratizare
- Colea Răutu — Traian Petrini, tatăl lui Victor
- Ion Anghel — gardianul Gicuță din lagărul de muncă, ulterior membru al echipei de deratizare (menționat Nino Anghel)
- Ștefan Bănică — „Belitul”, lăutar bețiv, membru al echipei de deratizare
- Marius Stănescu — Macici, poetul tânăr, arestat și mort de tuberculoză în lagăr
- Bujor Macrin — Ioan, profesor universitar de filozofie, ulterior redactor șef la Luceafărul literar
- Valentin Mihali — funcționarul de la Sfatul Popular
- Aristide Teică — bătrânul Bacaloglu, membru al echipei de deratizare
- George Negoescu — pacientul bolnav de râie
- Liviu Crăciun — securist
- Jana Gorea
- Constantin Drăgănescu — fratele Matildei
- Oana Dumitrescu
- Cornel Ciupercescu — tov. Calcan, președintele comitetului provizoriu al Sfatului Popular
- Traian Zecheru
- Dan Alexandru
- Mihai Niculescu — medicul care o consultă pe mama lui Victor
- Cătălina Murgea — funcționara de la Oficiul Brațele de Muncă
- Flavius Constantinescu
- Dorin Ganea
- Petre Dinuliu
- Florențiu Dușe
- Elena Dumitrescu
- George Custură
- Marcel Grecu
- Mircea Cojan
- Dan Niculescu
- Ion Gheorghiu
- Nelu Ploieșteanu — Neluță, acordeonistul de la Restaurantul „Șarpele Roșu” (menționat Ion Dumitrache)
- Emil Hossu — Iustin Comănescu, fostul coleg de facultate al lui Victor, membru al organizației Sumanele Negre, fugit în Elveția (nemenționat)